# Mamma Ebe
Cet article concerne la personnalité. Pour le film de Carlo Lizzani, voir Mamma Ebe (film).
Compléments
Condamnée pour escroquerie, exercice illégal de la médecine
Mamma Ebe, de son vrai nom Gigliola Ebe Giorgini (née le 17 mars 1933,, à San Benedetto Val di Sambro et morte le 6 août 2021 à Rimini), était une mystique italienne, fondatrice d'une congrégation religieuse appelée Pia Unione di Gesù Misericordioso. Elle a été condamnée à sept ans de prison en 2008 par le tribunal de Forlì pour fraude et exercice illégal de la médecine. Le 11 juin 2010, elle a été de nouveau arrêtée, avec son mari et un collaborateur, pour association de malfaiteurs dans l'exercice illégal de la médecine et escroquerie aggravée. Finalement, le 16 mars 2016, la Cour de cassation a confirmé la condamnation définitive à six ans d'emprisonnement.

## Biographie
Elle était surnommée la « santona de Carpineta », du nom de l'endroit où se trouvait sa maison-temple dans le village du même nom situé sur les collines romagnoles de Cesena. Elle a également exercé son activité dans une autre de ses maisons, près de San Baronto, un hameau de Lamporecchio, dans la province de Pistoia.
La Pia Unione di Gesù Misericordioso (litt. « Pieuse Union de Jésus Miséricordieux ») opérait dans la région de San Baronto, puis de Borgo d'Ale dans la province de Vercelli, et ensuite de Rome et de Carpineta, bien qu'elle n'ait jamais été approuvée ou autrement reconnue par les autorités de l'Église catholique en Italie. En l'occurrence, l'évêque de Pistoia, Simone Scatizzi, a déclaré le 29 septembre 1982 le « caractère non ecclésial de la Pia unione di Gesù misericordioso » et, le 24 mai 1985, a prononcé une interdiction canonique, avertissant les croyants de ne pas prendre part aux activités de la Pia unione et interdisant aux prêtres d'assister Giorgini et de lui donner les sacrements ainsi qu'à ses adeptes.
Mamma Ebe a été mise en examen à plusieurs reprises entre 1980 et 1994 : les chefs d'accusation à son encontre allaient de l'extorsion de personnes âgées malades avec la promesse d'une guérison, à la persuasion psychologique des adeptes, souvent des femmes.
Mamma Ebe est décédée à Rimini le 6 août 2021, à l'âge de 88 ans, des suites d'un néoplasme.

## Mamma Ebe dans la culture populaire
Sa vie a inspiré le film Mamma Ebe de Carlo Lizzani, qui a été sélectionné à la Mostra de Venise 1985. Dans le film de Lizzani, Mamma Ebe est interprétée par l'actrice Berta D. Domínguez.
Mamma Ebe a été l'une des plus importantes sources d'inspiration pour la création d'une composition musicale du guitariste de métal et critique musical anglo-italien Richard Benson, comme il l'a lui-même confirmé à plusieurs reprises. Il s'agit du titre Madre tortura, incluse dans l'album solo du même nom (it) sorti en 1999.